# Ільїчівська селищна адміністрація
Ільїчі́вська селищна адміністрація (каз. Ильич кенттік әкімдігі, рос. Иличевская поселковая администрация) — адміністративна одиниця у складі Мактааральського району Туркестанської області Казахстану. Адміністративний центр та єдиний населений пункт — селище Атакент.
Населення — 19240 осіб (2021; 16402 у 2009, 13620 у 1999, 15279 у 1989).
Станом на 1989 рік існувала Ільїчівська селищна рада (смт Ільїч). 2023 року до складу Ільїчівської селищної адміністрації передано 0,06 км² Бірліцького сільського округу, 0,21 км² Жамбильського сільського округу та 1,50 км² Мактааральського сільського округу.